# 対レイシスト行動集団
対レイシスト行動集団（たいレイシストこうどうしゅうだん、Counter-Racist Action Collective、略称C.R.A.C.〈クラック〉）は、2013年（平成25年）2月に「在特狩り」を目的に結成された「レイシストをしばき隊（レイシストをしばきたい。略称しばき隊）」を起源とする攻撃的左翼団体、思想プラットフォーム。2月の結成最初期は「徹底的な非暴力によるカウンター」が運動方針であったが、翌3月からは方針転換し、猛烈な大声コール・待ち伏せて「説教」をする「カウンター」活動をするようになった。
名前の由来は「レイシスト（差別主義者）」＋「しばきたい」と「隊」からの造語である。「レイシストをしばく」と主張し、事前に警察から道路使用許可を得ている右派系市民運動、左派女性層にも多いジェンダークリティカル派市民運動・2017年東京都議会議員選挙以降から選挙活動に対しても、プラカードを用いた「カウンター」と称する運動をしている。会長は野間易通。

## 概要
メンバーや支持者は、対立思想者に対しては、物理的干渉や罵声・ネットリンチも是認されると考える急進左翼的思想へ賛同する人たちである。各「行動」への参加者は流動的であり、SNSでの過激な発信で賛同者を集め、批判者は左派や女性でも容赦しない攻撃的特徴を持つ。既成の左派政党や左派市民団体内の一部とも目的の一致時には連帯している。暴力是認であること・野間会長以外は基本的に匿名かつ参加者は各「行動」ごとに流動的であることから、批判者から「日本版Antifa」、「極左暴力集団」、「トクリュウ」とも指摘されている。

### 組織結成から後継団体結成
2010年頃から在日特権を許さない市民の会（在特会）などへ対抗する「カウンターデモ」に参加していた野間易通を会長となり、2013年2月9日にメンバーの初顔合わせが行われて発足した。
団体側の見解によると、2013年1月12日に「在特狩り行きたいな」と野間がツイートしたことから「レイシストをしばき隊（レイシストをしばきたい。略称しばき隊）」を結成され、同団体が「レイシスト」と見做した在特会に対して初めてのカウンターデモを同年2月9日に行ったとしている。またその後、しばき隊が「ファシスト」と位置付けた安倍政権に対する糾弾活動も行われた。元メンバーで組織のご意見番だった清義明によると、「(しばき隊は)社会運動の体裁を整えられるような集団」ではなく、「もともとネットのチンピラなんだから、チンピラなりの分をわきまえるべきだ」としばき隊メンバーらを批判している。菅野完も元々女性関係に悪評があった組織内の「チンピラ」の一人だったが、しばき隊加入後にエスカレートして運動内部で問題化、運動の活動費用の金銭問題で追放された。2014年5月27日、野間易通はツイッターで「 警察からしばき隊は北朝鮮に関係している人間がいると伝えられました。本当ですか？」という質問された際に、「しばき隊は北朝鮮人民解放軍の便衣兵である」と返答している。「しばき隊」は2014年9月30日付で発展的解散し、翌日である10月1日に後継団体となる「C.R.A.C.」が結成された。C.R.A.C.公式によると、同組織は「いわゆるしばき隊、プラカ隊、署名隊その他が渾然一体となったもの」で「これまでさまざまな形態のカウンター・アクションを呼びかけていた人たちが、そのまま引き続き」「行動を呼びかけ」る「プラットフォーム」と説明されている。構成員と非構成員の境界が明確でないため、関係している人物は関与の程度を問わず、「しばき隊界隈」と総称されることも多い。

## 活動
公式サイトでは、在日特権を許さない市民の会などの右翼市民団体が行う「ゴキブリ朝鮮人を追い出せ」、「朝鮮人を殺せ」などのヘイトスピーチを批判し、「街頭行動、言論、写真、アート、音楽、署名、ロビイング、イベント、学習会その他、必要なあらゆる方法でレイシズムに対抗」することを活動目的としている。
在日特権を許さない市民の会等が行うデモや街頭宣伝に対して、沿道から中指を突き立てたり、プラカードを掲げたり、拡声器で「（レイシストに対して）帰れ！」「帰れや！クズ！ボケ！カス！」「ゴキブリレイシストども！」「豚は死ね」「日本人として恥ずかしいわ！アホ！」「ネトウヨ殺す（主に弁護士の神原元が発言）」 などといったシュプレヒコールを行う、カウンターデモを行っている。
2013年2月22日に、日本軍「慰安婦」問題・関西ネットワークが大阪府曽根崎警察署長あてに、「日本軍「慰安婦」問題に対するヘイトスピーチを容認、便乗した大阪府警の弾圧に抗議します」と題した抗議文を提出する活動に賛同している（抗議文は受け取り拒否されている）。
2013年6月のデモで、中指を突き立て、刺青姿の男組と共闘して怒鳴りつける「暴力的な動画」をインターネットで公開し、より多くの抗議デモ参加者の動員を図っていた姿が報じられている。
2016年1月に、銀座で行われた「慰安婦問題 日韓合意を糾弾する国民大行進」に対して、中指を立てるポーズで「バカヤロー」「豚ヤロー」と抗議の姿勢を示している姿が報じられている。
2017年7月に、秋葉原で東京都議会議員選挙の街頭演説を行っていた内閣総理大臣安倍晋三に向かって、しばき隊が制作した「安倍辞めろ」という巨大な横断幕を掲げて、演説が聞こえないほどのシュプレヒコール罵声を行った。京都精華大学講師の白井聡によると、「安倍やめろ！」と書かれた大型の横断幕を掲げた周囲に反安倍派集団が一角に集まり、「安倍辞めろ」などのスローガンを記したプラカードを持っていた。白井によれば、安倍晋三首相が到着する以前から、これらの参加者は自民党都議選候補者や応援弁士による演説中にも「安倍辞めろ」などと声を上げ続けていたという。白井は「私は即座にそこに加わった。」と述べており、安倍首相が選挙カーの上に登壇した際には、「辞めろ」「帰れ」のシュプレヒコールが「地鳴りのような状態」で響いていたが、さらにその勢いが増したと証言している。白井はシュプレヒコール側として、「演説の内容がほとんど聞き取れないほどの状況」と証言しており、安倍首相の応援演説中の約15分間にわたり「地鳴り」レベルのコールが続いたと回想している。コールに加わっていた白井は「安倍が受けたのは野次ではない」との見解を示し、「読んで字のごとく、命令であった。」と表現した。さらに、都議選での都民ファーストの会の躍進と自民党の敗北を受けての『サンデー毎日』への寄稿では、「安倍はこの命令に従わざるを得なくなるだろう。」と予測し、当時の安倍首相について「レームダック」「水に落ちた犬」になったと感動したことを明かしている。
2022年7月、吉祥寺の個人米穀店へ抗議と称する『営業妨害活動』を行った。ネット上では、多数の人々による攻防戦が勃発し、営業妨害を阻止しようとする人々が店で購買したため、結果として、店の売上に貢献することとなった。

### LGBTQ＋活動
東京レインボープライドのパレードに参加している。

## 主張

### 当事者
- 「お前らこそゴキブリ」「死ね」「お前らは日本の恥だ」等の罵声で差別デモへの対抗運動を行っており、汚い罵倒の応酬ではなく他の手段を取るべきとの朝日新聞の指摘に対し、野間は差別的表現に対しては上品で冷静な議論ではなく怒りを持って叫ぶのが正常であるとして運動の正当性を主張している[37]。野間は、カウンター（対抗活動）の特徴を「少数者の在日を守るためではなく、社会の公正さを守るために闘う」という理念にあるとし[38]、逮捕者を出したことは活動の失敗としつつ、「カウンターを通じて反対意見があることが目に見えて伝わる。抗議が下品になってはいけないが、カウンターは、世界的に見れば通常の平和的な意思表示だ」と強調した[39]。
- 「「しばき隊」の最初期のメンバー」であり[40]、C.R.A.C.や[41] 男組の弁護人[42]を務める自由法曹団常任幹事の神原元は[43][44]、自著の中で、レイシストのデモ本体ではなく、その後の非合法な「お散歩」を阻止するために結成された「しばき隊」は[45]、2013年2月9日のカウンターデモが「最初で最後のミッションだった」とし、後の「プラカ隊」や「ダンマク隊」「署名隊」「知らせ隊」らが加わった、2013年3月31日のカウンター行動を「もっともすばらしかった」と評価[46]、有田芳生の著した上記エピソードを援用した[47]。当事者適格の概念から法律家として常に想定する「被害者」の味方、すなわち「在日の人々を守る」のではなく、野間易通曰く、自らしばきたいからしばき[48]、「差別に反対し、日本社会の公正さを守る」ことを任務としたカウンターは「『在日』対『在特会』という構図を避」け、共生社会としての「日本社会」対「レイシスト」の構図をつくり上げたとして「この意味は大きい」とした[49]。「属性を理由とする差別的表現」ではない単なる「罵倒」や「罵声」はヘイトスピーチではないと言及[50]、逸脱行為に対しては素直に認めて改め、黙秘しない方針を表明し[51]、自己の方針は「カウンターの中では概ね支持と理解を得てきた」とした[51]。
- 野間易通は、神原元のインタビューに答え、2013年のカウンターについて、一番貢献したのは「プラカ隊」であり[52]、「「しばき隊」の「しばく」などはもっとも弱い力の行使なんじゃないでしょうか（笑）」と述べた[53]。なお、野間と神原は「ヘイトスピーチと排外主義に加担しない出版関係者の会」の出版した著書にもコメントを寄せている[54]。
- 野間は、カウンター活動を行う人々のすべてがメンバーではなく、メンバーの数十人を除いてネット上の告知を見るなどして自然に集結した人々であるとしている[29]。また、もとは、プラカードを掲げていたのは「反韓デモに対する意思表示（別名：プラカード隊、プラカ隊）」というグループだったというが、このグループはのちにC.R.A.C.に合流しているという[55]。
- 元新潟日報報道部長の壇宿六（闇のキャンディーズ）と名乗る人物によると[56][57]、しばき隊の活動には日当が出るといい[58]、しばき隊員として「東京大行進」に参加した際の日当は最後まで歩くと3万円であり、ノイエホイエこと菅野完が担当であった[59]。
- 在日本大韓民国民団（民団）の機関紙「民団新聞」によると、野間は「行動する保守」を「革新勢力」と呼んでいるといい、しばき隊側は「戦後民主主義を守っている保守派」と称しているという[60]。民団新聞によると、野間は「日本は戦後、リベラルな民主主義国家としてやってきた。」と主張しており、カウンター等を通し行動する保守側の行動等について「それ（リベラルな民主主義国家）を根底から壊すようなことは排除し、絶対につぶさなければならない」と述べているとされる[60]。また、民団新聞によると、しばき隊の「過激さにはついていけないというカウンター」が存在するとし、そうした活動員は「横断幕やプラカードを掲げたり、風船を配ったりして抗議の意思表示」を行うという[60]。

### 個人

#### 支持者
- ミュージシャンの中川敬は、音楽サイトのインタビューの中で「『レイシストをしばき隊』や『プラカード隊』が火を付けたカウンター行動は素晴らしい」、「彼らは大きな仕事をやってる」と、しばき隊とその関連団体の行動を称賛する発言をしている[61]。2014年には、自身の所属するソウル・フラワー・ユニオンと、ECDたちラッパーが参加した、C.R.A.C.とのコラボレーション作品を発表している[62]。
- 井手実は『ヘイトスピーチに抗する人びと』[63]の書評記事（しんぶん赤旗）において、野間易通のスタンスを「被害者に寄り添い支援する運動を否定するのではなく、『ヘイト・スピーチは社会的な公正さを破壊するものだから、NGなんだ』ということだ」と要約し、「それは怒りを率直に伝えるうえで、とてもシンプルで当たり前のものだ」と評価している[64]。
- 有田芳生は、既存の運動体・政党を「合法主義（法規に反しない手段で社会変革を成す立場）のあまり、闘わない」、「きれい事と口先だけの人権派」と批判し、しばき隊および男組などの関連団体は「ぎりぎりまでやってくれる」と評価した[3]。

#### 批評
- 森奈津子は、東日本大震災での福島第一原発事故に関するデマ・暴力的な発言、風評被害などに対して批判していた、山梨学院大学教授の小菅信子に対して、2011年から「延々とツイッターで誹謗中傷されつづけ、怪メールや怪電話に悩まされ、自宅やお子さんの写真をネットに晒され、刃物入りの手紙を送りつけられ、大学に押しかけられたり、飼い猫の死骸を自宅に投げ込まれたり、年頃の娘さんが不審な人物につきまとわれたり」などの嫌がらせを、しばき隊界隈から受けていると批判している[65]。なお、小菅は、法務局の人権相談窓口や警察に相談しても嫌がらせは継続し続けており、身を守るためにホテル避難をすすめられたりしている[65]。
- 金沢大学の仲正昌樹教授は、在特会としばき隊の関係について「メディアと警察に守られながら過激さを競い合うコントそのもの」と批判している[3]。
- 中川淳一郎は、在日韓国人の窮状に関するネット記事のアクセスランキングが恣意的に下位に落としていると決めつけたTwitterを、しばき隊メンバーがツイートしたことがきっかけで、「カウンター」関係者からの罵倒を受けるようになり、「ネトウヨはとんでもないが、カウンターもどうしようもないバカだらけだ」と思うようになり、ついには「どっちもバカだが、ネトウヨの方がカウンターよりマシ」と考えるようになったという[1]。また、「カウンター」内部の「追放騒動」や「リンチ事件」等について、「ちょっと過激過ぎでは？」などと反論すると、「集団で一斉に、罵倒ツイートを浴びせてくるようになる」と述べている[1]。
- 高島章は、しばき隊の手法について「反対派を暴力で叩きのめす手法は民主主義の原則に背く」と批判しているとされる[66]。
- ジャーナリストの田中宏和は、しばき隊は日本共産党やSEALDsの応援部隊であると述べている[67]。

## 報道

### webメディア

#### ニューズウィーク
ニューズウィーク日本版は、有田の上記発言に対し、「法をないがしろにすると受け止められかねない発言だ」と非難し、「『韓国人女性＝腐れ売春婦』というプラカードを堂々と街頭で掲げる差別活動は到底、容認されるものではない。しかし差別的な言論を暴力や権力といった「力」で抑え込もうとするだけでは、憎しみが消えるどころか、新たな憎悪の連鎖を生むだけだ」「日本は独り善がりの『正義』と腕っ節ばかりが支配する息苦しい国になるのか」などと批判した。また、「『反差別』という絶対的な大義を盾に、相手の言動に少しでも差別的な響きがあれば容赦なく身元や過去を暴き、徹底的な批判を加え、社会的生命を抹殺しょうとする」活動を行っていると批判した。また、有田が反ヘイト団体を「ぎりぎりまでやってくれる」などと賞賛する発言について、「法をないがしろにすると受け止められない発言である」と批判し、「有田は現在の左翼の集落が我慢ならないのだろうか」と疑問視している。
これについて、有田は、記事掲載翌日に「読みました。久びさのだまし討ち記事で、呆れています」とツイートし、「まったく迫っていないお笑い憎悪記事」、「誤った認識から出発すると誤った結論しかないという典型」、「内容がスカスカ」、「記者が事実を書かないとは驚くべきことだ。捏造に近い」などと批判した。また、後日、有田が深田から取材を受けた際の取材方法についても、「記事のテーマを隠した取材などまともな記者なら絶対にやらないだまし討ち」と再び批判した。
また、野間は、「彼（ニューズウィーク記者）は行動保守や在特会への批判はほとんどせず、それに対抗する側のあら探しをして、それもまた差別だと言っているわけですが、普通に考えて。先にきちっと断罪すべき“悪”があるでしょ？カウンターの批判は大いにやるべきだけど、ああいうバランスを欠いたものを見ると、彼の目的が反レイシズムでも反ヘイトでもないのは明らかでしょう。記者と『ニューズウィーク』はヘイトに加担したにすぎない」などと反論している。

### 新聞社
朝日新聞は、在特会もしばき隊も「どっちもどっちだな」という印象を受けるとし、デモに抗議するにしても他にやりようはないのか、汚い罵倒の応酬ではなく他の手段を取るべきと批判している。
これに対し、野間は「上品な左派リベラル」の抗議行動は「たとえ正論でも人の心に響かない」とし、「自分たちのほうに正義がある」「ヘイトスピーチ対カウンターというのは“正義と正義のぶつかり合い”ではない。」「この問題をそういうふうに捉える時点であなたたち（朝日新聞）は間違ってますよ。」などと反論している。

### テレビ局
TBSは「対レイシスト行動集団」の旧名は「レイシストをしばき隊」であるとし、同組織を「右派系市民団体のデモへの抗議を繰り返す」団体と報道している。

## 不祥事・逮捕事例

### 在特会デモの妨害行動における事件
- 2013年6月16日 - 新宿駅東口で行われた在特会主催の嫌韓デモで在特会としばき隊による乱闘が発生、久保憲司らしばき隊メンバー3名を含むカウンターデモ勢力4名と在特会の桜井誠会長を含めた在特会メンバー4名が暴行容疑で現行犯逮捕された[70][71]。このうち、桜井を含む在特会側2名としばき隊側3名の計5名は勾留延長されず、48時間以内に釈放され[72]、残る在特会側2名としばき隊側1名の計3名は罰金10万円の略式命令となった[73]。
- 2014年1月18日 - 午後3時10分ごろ、東京都港区六本木の路上で、在特会主催のデモに反発し、デモ隊に自転車で突っ込み、在特会会員の21歳の男性に体当たりするなどの暴行を加えたとして、この団体の関係者であるとされる東京大学に在籍する22歳の大学生の男が現行犯逮捕された。男はデモ隊の反対側の歩道から自転車で車道を横断して突入し、警戒中の同署員に取り押さえられた。この日のデモには約200人が参加し、反対派も約60人が抗議活動をしていた。なお、逮捕された男は、暴行はしていないなどと容疑を否認していたという[74]。

### 桜井誠『大嫌韓時代』 の撤去騒動
桜井誠の著書である『大嫌韓時代』がベストセラーになっていたため、2014年に複数の書店で撤去させようとして事件を起こしている。池田信夫は「こういう事件がかえって宣伝になり、アマゾンではずっとベストセラーの第1位になっている。」と主張している。桜井は、2014年9月26日に、しばき隊と有田芳生が書泉グランデへ脅迫、出版妨害を行ったと主張しており、出版側は警視庁に威力業務妨害で被害届を提出する、書店側は書籍販売の継続を行っている、と述べている。

### Facebook公開個人情報無断リスト化事件
2015年11月3日、Facebook上ではすみとしこのイラストを評価した約400人について、各自がFacebookで公開していた氏名、居住地、勤務先、出身校などの個人情報がリスト化されネット上に公開された。実行したC.R.A.Cメンバーを名乗るTwitterアカウントであるとの情報がネット上に流れたF-Secure幹部社員は、11月6日までに同社を辞職した
この元F-Secure幹部職員が千葉麗子に送った「ぱよぱよちーん」の語はネットで流行し、2015年度ネット流行語大賞銀賞を獲得している。
また、はすみとしこイラストの評価をした人物の個人情報の作成者は、全国大学生活協同組合連合会の職員であることも別のユーザーのツイートがきっかけで特定された。

#### ろくでなし子への攻撃
2015年11月に、ろくでなし子が、自身のツイッターで「ぱよぱよちーん」とつぶやいたことにより、「しばき隊関係者かその一派であろう人たち」から誹謗中傷を受けることになった。ろくでなし子は、「私はおもわず自分のTwitter上で「ぱよちん音頭でぱよぱよち～ん♪」と無邪気につぶやいてしまいました。私のフォロワーさんもこの間抜けなフレーズに反応し、一緒になってぱよぱよちんちんつぶやいていた」ところ、突然、複数のしばき隊関係者から「その言葉を使うな！」「削除しろ！」とTwitterで威嚇するリプライをされたという。

#### C.R.A.C.の反応
2015年にC.R.A.C.公式Twitterアカウントは、Facebookで保守系アカウントの会社名や住所を集めて数十人分をばら撒いた事件に対するF-Secure社の対応に対し、「こういう理屈もへったくれもないやつらが集団でめちゃくちゃなことをしてきたとき、役所や企業が簡単に屈するのは非常に問題があるんだよね。『セキュリティ』って、そういうことをきちんとしないと何のために何を守るのかわからなくなる。電子データだけ守れればそれでいいんかい。狂ってる。」とコメントしている。

### 新潟日報報道部長ツイッター中傷投稿事件
対レイシスト行動集団の構成員である坂本秀樹（ハンドルネーム「壇宿六」）が、2015年に新潟水俣病弁護団長をつとめる高島章弁護士のTwitterに、「うるせーな、ハゲ！はよ、弁護士の仕事やめろ。プロのハゲとして生きろ。ネトウヨ弁護士。クソ馬鹿ハゲ野郎！」などと暴言を吐いた後に身元が明かされ、謝罪している。坂本の勤務先が新潟日報の報道部長であったことが報道され、2015年11月25日付で懲戒休職処分（無期限無給）とし経営管理本部付とする異動人事が行われ、2016年3月31日付で退職となった。

### 大学院生リンチ事件
しばき隊リンチ事件、カウンター大学院生リンチ事件とも呼ばれる。また、当初、北新地ではなく十三で事件が起きたと思われていたことから連合赤軍の山岳ベース事件になぞらえて『十三ベース事件』『北新地ベース事件』とも呼ばれている。一方、しばき隊側弁護士の神原元らは一貫してリンチ事件そのものがなかったという立場をとっているため、「しばき隊リンチ・でっち上げ事件」と呼んでいる。

#### 経緯
2014年12月17日の深夜、大阪の北新地で、しばき隊構成員5人が在籍する店内で、元構成員Mを集団で暴行するリンチ事件が起こった。しばき隊側は、暴行したのは主犯格のみであるためリンチではなく喧嘩である、という立場をとっていたが、刑事事件では2名が有罪、民事では3人の被告へ賠償命令がくだされた。

#### 被害者M
被害者Mは、40分もの間、罵声を浴びせられながら殴る蹴るの暴行を受け、顔は腫れ上がり鼻骨を砕かれ、全治3週間の怪我を負った。代理人の高島章は、事件の物的証拠にあたる被害者の腫れ上がった顔写真をインターネットで公開している。
被害者Mは、関西の国立大学の大学院博士課程に在学し研究者を目指していたが、「リンチによるPTSD（野田正彰の診察による）」に苦しむこととなり、博士課程は修了したものの博士論文を提出することができず、研究者の道を断念せざるをえなかった。
桜井誠は、Mはしばき隊の活動に共感を抱きメンバーになった日本人で「名誉朝鮮人」と呼ばれていたとしている。

#### 加害者
しばき隊の構成員の李信恵、エルネスト金こと金良平ら5名が加害者であるとされた。リーダーの李信恵は、リンチには加わらずリンチが続く間にワインを味わい、Xを発信するなどしていた。桜井誠は加害者は在日韓国人であったとしている。
事件が起きた翌年の2015年2月3日に、李信恵の謝罪文がインターネットに掲載された。

#### 隠蔽工作
しばき隊構成員や関係者による口止め・隠蔽工作が行われ、被害者は野間による本名晒しや関西学院大学教授の金明秀から「M（実際は実名）、おまえ、自分を守ってもらってるっていう自覚はあるのか？　自分の彼女を守ってもらってるっていう自覚はあるのか？」などと恫喝めいたツイートを受けた。しばき隊が展開した、Twitterのハッシュタグ「#Lは友達（実際は#エル金は友達というハッシュタグである）」運動は、Mを孤立化させる効果があったとされ、卑劣な行為として批判された。
のりこえねっとの辛淑玉は、複数の知人に送付した「Ｍ君リンチ事件に関わった友人たちへ」と題する手紙の中で「多くの方が、告訴するのをやめさせようと、Ｍさんにさまざまな働きかけをし、また、被害者であるＭさんを愚弄する不適切な噂が流れたことを知りました」と述べており、隠蔽工作が行われていたという認識の存在が確認できる。
師岡康子が、被害者Mに対し「反差別運動のために告訴しないように被害者を説得してくれ」と要請するメールを金展克に送っていることについても、隠蔽工作の一貫であると批判されている。

#### 刑事事件
加害者や当日の集まりの中心であった人物らがMを放置したことについて謝罪し、加害者2名に大阪地裁で罰金刑が課された。

#### 損害賠償訴訟
事件後もたびたび中傷合戦が繰り広げられることとなり、複数の損害賠償請求訴訟に発展している。しばき隊側においても、リンチ事件そのものがなかったという立場をとっており、この事件を報道した出版社や個人らに、損害賠償訴訟を提起し続けている。代理人には、しばき隊構成員である神原元がついている。

##### 被害者M 対 野間易通
しばき隊会長野間易通が、被害者Mに対して、「おいＭ。おまえリンチされたって言ってるんだけど、ほんとうなの？」、「日本人として腹を切れ」などとTwitterでツイートした言動について、Mが損害賠償を請求し、野間がMに10万円を支払うという判決が下っている。

##### 被害者M 対 しばき隊
Mが、李信恵を含むしばき隊構成員5名に対し、治療費や慰謝料などの損害賠償を請求した裁判では、大阪地裁は3人の被告に約80万円の支払いを命じたが、大阪高裁は支払額を約115万円に引き上げた。ただし、地裁も高裁も李信恵への請求は棄却している。

##### 鹿砦社 対 李信恵
鹿砦社が李信恵の中傷に対して損害賠償裁判を提訴し、李は10万円の支払いを大阪地裁に命じられた。
これに対して、李は鹿砦社に対して反訴し、高裁で鹿砦社に110万円を支払う判決が出た。判決文にて、李がMが暴行により負傷していることを認識した上で、警察や医者へ連絡することもなく、負傷したMを放置して立ち去っていることが認められた。これらに対して、鹿砦社は、大阪高裁が、李の「粗暴で凶悪な犯罪者であるとの印象を与え」たと判断し「道義的責任」を認めたと述べている。

##### 鹿砦社 対 しばき隊構成員であることが発覚した元従業員F
鹿砦社の元社員・Fがしばき隊構成員であったことが発覚し、調査の結果、勤務中に鹿砦社の社長の松岡を揶揄する内容を含む1万8535回ものツイートを投稿したり、鹿砦社が圧力団体であるかのような誤解を招きかねない「取材申し込みのメール」を複数の機関に勝手に送付するなどの行為をしていたため、鹿砦社が従業員Fへ損害賠償を請求した。それに対し、しばき隊メンバー元従業員Fが、ネット上発信や書籍などで名誉を毀損されたとして鹿砦社へ反訴し、大阪地裁はFの反訴を認めて11万円の支払いを命じ、鹿砦社は控訴したが棄却された。

##### 鹿砦社会長と森奈津子 対 しばき隊
2024年、鹿砦社と、事件を取材している森奈津子に対し、エルネスト金こと金良平のプライバシーを侵害したなどの理由で、しばき隊構成員数名が損害賠償を請求している。

#### 影響
- 辛淑玉は『週刊金曜日』へ掲載予定の記事がキャンセルになった[85]。
- 五野井郁夫が、「しばき隊がリンチ事件を起こした」等は、根拠のないデマであったことがすでに裁判で証明されており、判決でもカウンター側が勝利しています。デマの拡散とわたしへの誹謗中傷に対する謝罪と削除を求めます。」などと事実と異なるツイートをし、五野井の代理人である上瀧浩子に質問状を送付したところ、上瀧は「しばき隊って誰ですか」などとツイートし、しばき隊とは無関係であると強調した[97]。

- 大阪地裁の記者クラブである、大阪司法記者クラブは、しばき隊関連が原告の訴訟の記者会見ははほぼすべて開催する一方、被害者Mや鹿砦社が原告であった裁判の記者会見開催要請については、すべて拒否されてしまい、一度も会見が開けなかった[94]。

### 沖縄高江ヘリパッド工事の抗議活動による傷害事件
2016年10月4日 - 沖縄県の米軍北部訓練場の返還に向けヘリパッドの移設工事に対する抗議活動で、沖縄防衛局職員にけがを負わせたとして、傷害の疑いで、男組組長の高橋直輝が逮捕された。

### 大和証券部長ツイッター炎上
2016年当時、大和証券のダイレクト企画部長を務めていたしばき隊の関連団体のメンバーである嶋田眞人が、主幹事を務める企業に対し「上場廃止になるまで追い込まないと」などとのツイート繰り返していたとしてインターネットで炎上した。会社側は産経新聞の取材に対し「そういうネット上での書き込みについては把握しているが、会社としてのコメントは差し控えさせていただく」と述べていた が、この部長は問題が発覚した時期を挟んで就任から異例の2か月という短期間で部長職を更迭された。

### 茅ヶ崎市民文化会館暴行事件
2018年10月16日12時55分ごろ、構成員の伊藤大介と北島直樹が被害者男性の腕を掴み、北島が男性を後ろから羽交い締めにして押し、階段から転落させた。

### 車庫証明虚偽申請
2020年1月に所有するワゴン車の登録地を関東運輸局へ偽った申請した罪で、東京・三鷹市の職業不詳の40代の中心メンバーの男が警視庁に逮捕された。男は右派系市民団体のデモへの抗議を繰り返すために登録地を実家のある仙台市と偽り、都内の活動現場にこのワゴン車で複数回参加していた。

### 大阪での乱闘事件
2020年11月25日未明、構成員の伊藤大介が、対立する日本第一党の荒巻靖彦を大阪市北区内の路上に呼び出し、乱闘に発展した。その際、日本第一党の荒巻靖彦が伊藤に対して、護身用で所持していたサイバルナイフを使って切り掛かり、伊藤は腹部を負傷した。その後、荒巻は、曽根崎警察署に殺人未遂容疑で逮捕された。また、伊藤も日本第一党のメンバーに対して執拗に暴行を加え、骨折などの大ケガを負わせたとして、2020年12月6日、大阪府警察本部警備部に逮捕された。伊藤は警察の取り調べに対し、「正当防衛」を主張し、容疑を否認している。その後、伊藤に20万円の罰金刑が課された。

### ツイッターアカウント凍結
Twitter社は、2019年12月と2020年5月30日の二度にかけ、C.R.A.C.に関連する複数のアカウントを凍結した。凍結理由は「他の人を攻撃する目的で複数のTwitterアカウントを管理することを禁止するTwitterルールに違反していること」 としている。具体的に対象となったは以下のアカウントである。
C.R.A.C.は「今後はウェブサイトとFacebookで情報発信をしていく」としている。

### 吉祥寺米騒動
2022年7月、吉祥寺の米穀店を営む店主が、武蔵野市の市長松下玲子が発議した「外国人投票権付与条例案」（議会で否決）に関しツイートした内容について怒ったしばき隊が、店への抗議活動と称する営業妨害を行った結果、米穀店を応援しようという運動がネットで広まって店が繁盛し、また騒動を起こしたしばき隊が警察からマークされることとなった一連の騒動があった。
しばき隊は、米穀店のGoogleに大挙して低評価をつけまくったり、店先で店主の悪口を客に吹き込んだり、連日抗議のスタンディング活動を行うなどの運動を行った。その結果、店の周辺には、しばき隊、店主を支持する反しばき隊の一般人や野次馬等に加え、警察まで出動したため、大変な騒動となった。たまたましばき隊の動向に詳しい人物が店主と知り合いであったことが発覚し、また、しばき隊主犯が別件で立件されており大暴れはできなかったこともあり、まもなく抗議活動と称するスタンディング等の営業妨害は終息した。

## 関連人物・組織

### しばき隊界隈
正式に組織構成員か、支持をしてる非構成員かの境界が明確でないため、関与の程度を問わず、「しばき隊界隈」と総称される。しばき対界隈の問題点として、少しでも「敵」の味方をしたと見なしたり、自分たちの活動に異論を唱えた人たち全てを「敵」「レイシスト」と認定し、「レイシストに対しては過激な行動をしても良い」という考えと行動を持つ。
- 野間易通 - 会長、政治活動家
- 神原元 - 弁護士、設立初期の構成員。現在も同会だけでなく、「反差別」系活動や裁判の顧問弁護士を務める。しばき隊リンチ事件でも加害者のしばき隊側を擁護し、被害者に対する誹謗中傷とネットリンチに加担[107]。
- 伊藤大介 - 政治活動家、設立初期からの構成員。愛車のベンツで、保守系市民運動のデモ隊の隊列に突っ込むなどのカウンターを行った。大阪で乱闘を起こし逮捕[108]。
- 佐川敏章 - 政治活動家。設立初期メンバーで「エキタス」でも活動している。
- 久保憲司 -音楽評論家。2013年6月16日、「レイシストをしばき隊」の一員として、在日特権を許さない市民の会が主催したデモへの「カウンター」で現行犯逮捕。
- 坂本秀樹- SNS上では「壇宿六（闇のキャンディーズ）」と名乗っていたメンバーTwitterで思想対立者に対する暴言三昧な攻撃的姿勢で知られた。しばき隊の活動やメンバーの発言について疑問を唱えた途端に、攻撃を始めていた。2015年に現役の新潟日報報道部長であったことが身バレし、休職となった[56][9]。
- 久保田直己- 対立思想者を晒すリストを公開した後に身バレし、勤務先セキュリティ会社エフセキュアにも非難が及び、会社を自己都合退職[9][109]。
- 手塚空 - 男組構成員(若頭補佐)。SEALDs構成員。2019年1月18日に、東京・港区で駐車場の壁など15か所にスプレー落書きによる 器物損壊罪で逮捕。
- ハスラーアキラ-在日朝鮮人のゲイ男性。セックスワーカー、政治活動家。
- ECD - ミュージシャン。2018年1月24日死去。
- 金良平（エルネスト金） - しばき隊リンチ事件の加害者[110][111]。
- 李普鉉 - しばき隊リンチ事件の加害者[110][111]。
- 李信恵 - 在日韓国人の社会活動家。しばき隊リンチ事件の被害者は、最初に「胸倉を掴み一発」という、李による殴打が集団リンチ開始の口火となったと非難している。実際に加害者側5人のうち李信恵を含む3人はリンチ事件後初期は「謝罪文」を被害者に提出し「活動自粛」を約束したものの、Twitterで被害者に対するネットリンチ加担し出した。事件前の李信恵は、「反差別」界隈や朝日新聞など支持メディアから「反差別運動の旗手」扱いされていた。司法記者クラブはリンチ被害者側の記者会見開催を一切拒否しながらも、李ら加害者らの記者会見は何度も開催させた。他にも当時朝日新聞の大阪社会部記者だった阿久沢悦子、趙博は被害者に協力する姿勢を見せることで資料を鹿砦社(被害者側)から受け取りながらも逃亡した。メディアや極一部を除いたジャーナリストは、リンチ事件の真相が裁判で明らかになった段階でも、李信恵の活動や生き方を「美談」として採り上げ続けた。裁判において、李は「自分は乱暴な言葉を日ごろから使う」と明かした。そして、同じ組織メンバーによる集団リンチが店内で開始される中での発言である「殺されるんやったら中(店内)におれば」についても「いつも通りの言葉遣い」であると主張した。2021年7月27日の高裁判決では、「胸倉を掴み一発」がパーかグーかが被害者の記憶が曖昧であることを理由に、 上記の5人が居た集団リンチ現場にて止めずに放置したことによる法的責任のみ認められた[112][113][114][115][107]。
- 五野井郁夫-高千穂大学経営学部教授。しばき隊、後継団C.R.A.Cを支持している[116]。 大阪高裁による2021年7月27日判決に反し、2022年11月8日に「しばき隊がリンチ事件を起こした」のはデマと主張[117][118]。2013年時点で誰がしばき隊の構成員(メンバー)を知っていて、同年3月の「カウンター側」600人のうち現場にいた「しばき隊のメンバー」は数十人程で、残り約500人はしばき隊の活動に賛同した非構成員(ウェブ上の告知を見て自然に集結した人々)と述べている[116]。
- 藤井正美 -3年間鹿砦社に入り込み、ほとんどの就業時間に本来の業務をネグレクトし、ネット活動を続けていたカウンター活動家[115]。
- 西岡研介- ライター。しばき隊リンチ事件で終始加害者側に与した[115]。
- 上瀧浩子--「カウンター」側を支援する弁護士。しばき隊によるリンチ事件について、「しばき隊って、だれのことですかー？◯くん(被害者)の行動に怒った個人が暴力を振るっただけなんですけど？」と主張した[117][118]。

- 松本雅光 -車庫証明偽装したワゴン車で右派市民団体のデモ妨害に来ていた中心メンバーの一人[12]。
- 高橋直輝 - 元在特会所属であったが、「反差別団体」男組の組長と転向した。2013年6月16日から在特会へ実力行使する「反差別」活動を開始したが、2014年8月に反差別活動に賛同して「反差別のワークショップ」に参加しに来た女性に性的暴行を行った。2017年9月3日に、被害女性はブログで、反差別運動の内部で性犯罪が隠蔽されていたことを公表した。2018年に高橋は死亡したが、「男組」を支持する在日韓国人監督により、高橋を主人公として、男組の活動をドキュメンタリー形式の宣伝映画が製作されたが、反差別運動時の性犯罪が韓国でも知られたことで現地で非公開処置となった[119]。
- 谷口岳 - 左翼活動家
- 難波文男 - 「行動」をする左翼活動家。兵庫県在住。
- 安田浩一 - ジャーナリスト。YouTubeチャンネル「CRACtube」にて、代表の野間とは共同で『No Hate TV』のコンテンツを配信[120][121]。
- ミサオ・レッドウルフ-首都圏反原発連合の設立者で野間代表と共闘している。しばき隊リンチ事件では被害者に対するネットリンチ加担[107]。2024年にれいわ新選組から出馬。
- 中沢けい- 法政大学教授、作家。しばき隊リンチ事件を知ると直後に大阪へ向かい、加害者側構へ会いに行っている。そして、大阪にて当時参議院議員だった有田芳生と共に、「反差別」活動内で起きたリンチ事件に対する「善後策」を練っている。事件にはしばき隊リンチ事件の被害者に対するネットリンチに加担した[115][107]。
- 香山リカ -精神科医。カウンターにも参加。しばき隊リンチ事件では被害者に対するネットリンチ加担[107]し、鹿砦社による取材から逃亡した。再三逃げ、質問書を「どこに送付したか、書いてみては？」と鹿砦社の送付先が間違ってると主張するツイートしたため、鹿砦社が送付した住所をSNSに書いたところ、神原弁護士に削除要請を電話をさせている[115]。
- 師岡康子- 弁護士。しばき隊リンチ事件後に「師岡メール」と言われるメールを被害者の知人・金展克に送って、刑事告訴しないように説得してほしいと依頼している。師岡はリンチ被害者について「これからずっと一生、反レイシズム運動の破壊者」と主張している[115]。
- 金明秀-関西学院大学社会学部教授。2018年時点ではまだ「関西カウンターの理論的支柱」と評され、“反差別業界”では有力者であった。しばき隊リンチ事件では、2016年5月19日にTwitterで「◯◯(被害者の名字)、おまえ、自分を守ってもらってるっていう自覚はあるのか？　自分の彼女を守ってもらってるっていう自覚はあるのか？」という脅迫投稿を行った[122][123][124]。自身も複数の暴行歴があり、鹿砦社代表の松岡利康は「結構暴力事件を起こしている」と批判している。平成25年2月8日午後10時過ぎに金明秀教授が被害者に対する治療費と慰謝料として、115万9295円で被害届を取り下げてもらった過去がある[125]。他にも2013年に同僚の李建志教授に対する暴力事件をおこし[123]、鹿砦社代表松岡利康と対談した木下ちがやも金から暴力を受けた過去があり「関わりたくない人」と明かした[125]。2014年に金の暴力行為に関するツイッター告発投稿が相次ぎ、金は過去の暴力らを否定ツイート開始した中で、同年4月26日に李建志教授も「僕は去年、某同僚教授(金明秀)に殴られた。無抵抗の僕を13発も殴り続けたその男は、(13発殴り終えた後に)わざとむかつく態度をとって僕に殴り返させようとした。実はそれがいちばん許せないことだった」と暴露した。顔や首を13回も殴った金に対し、関西学院大学側は事件を隠蔽して口頭注意のみした[123][124]。
- 木村三浩 -一水会代表。
- 石橋学 - 神奈川新聞記者。
- 山口祐二郎 - 男組構成員(関東若頭)、全日本憂国者連合会議議長兼憂国我道会会長。
- のりこえねっと- 2013年設立の団体。しばき隊リンチ事件発生後に、被害者に対するネットリンチに加担したため、被害者側を支える鹿砦社から「集団リンチ肯定団体」と認定されている[107]。
- 影書房-出版社。2015年には李信恵の著書を出版している。その後のしばき隊リンチ事件では、公式アカウントで被害者に対するネットリンチ加担[107]。

#### 批判に転じた者
下記はしばき隊と共に行動していたが、批判的な立場になった者。
- 有田芳生 - 民主党&民進党の党内左派、後に立憲民主党の国会議員。日本共産党員や支持者以外でしばき隊と共闘する民主党議員として、初期からデモ・SNSでも行動を共にしていた[6](後述の戸田事件まで)。『日本共産党への手紙』出版によって、党上層部から党籍を剥奪された元日本共産党員(1970-1990年)であり、民主党時代には参議院議員(2010年7月26日から2022年7月25日)、2024年からは立憲民主党所属の衆議院議員[126]。しばき隊リンチ事件を巡り、2019年時点では被害者に対するネットリンチに加担していた[107]。2014年12月17日に起きたしばき隊リンチ事件直後には、民主党参議院議員でありながらも加害者らのために中沢けいと共に大阪まで「善後策」を練りに行っている[115]。野間代表とは互いに相手を同志関係と考えていた[127][128]。2017年の秋葉原における都議選自民党候補や安倍晋三首相に対し、野間らしばき隊界隈による演説妨害が報道された際に、野間から「代表」とふざけて言われるような親しい仲であり、「 「対レイシスト行動集団(しばき隊の後継団体)」との関係を否定するわけがありません。ヘイトスピーチに反対する「路上の同志」なのですから。 」とも述べていた[128]。しばき隊や後継団体cracとは共闘する友好関係にあったたが、2024年2月に起きた「戸田事件」を巡る野間などしばき隊界隈(家登派)と「むとう葉子議員」派の対立では、むとう議員側寄りの投稿を行った[127][129]。
- 有田和生 - 有田芳生の弟で、兄と共にしばき隊による「カウンター」参加や活動支持をしていた。しかし、2024年2月の「戸田事件」における日本共産党に関する意見や「差別者」認定範囲を巡り、「しばき隊界隈」(共闘関係にある日本共産党を含む)に批判的な立場へと転向した。「戸田事件」では2025年2月時点の「しばき隊界隈」(日本共産党全体の多数派)と対立し、両組織の「人権規範」を批判し、同党地方議員むとう葉子議員[130]側(少数派)に立った。2025年2月28日には野間代表について、「野間氏の言葉が彼の本質です。僕や僕の周辺には日本共産党からの人権侵害があった。その事実を揶揄し、攻撃。つまり彼の人権規範は張りぼてなのだ。」「そして #こんな連中 という共産党が党を批判するものに投げつけた悪罵を差別者にすり替え共産党を援護するタグに変化させた。狡猾な人です」と批判[131]。3月7日には「野間おじさんが人権侵害を決めてますわ。野間おじさんが認めない人権侵害には沈黙」「彼らの差別は彼らの興味で決まるようです。彼らの物差しは興味があるものだけを測ってます。ハリボテの人権感覚」と明かしている[132]。

#### 組織脱退表明者
下記は元しばき隊メンバーであったこと、離脱したことの双方が公表されている者。
- 清義明 - しばき隊設立初期の元メンバーで、組織内のご意見番であった。同組織のメンバーらは「ネットチンピラ」であることを明かしている[20]。全日本憂国者連合会議相談役。
- 芝田晴彦 - しばき隊設立初期の元メンバー。ツイッターで脱退表明し、徹通塾塾長、「基地問題を考える愛国者連絡会」共同代表として活動[133]。

#### しばき隊から追放となった者
- 菅野完 - 2013年のしばき隊設立初期の元メンバーであり、数々の異性問題・金銭問題を起こし、追放処分に繋がっている。22歳だった1998年5月23日には、アメリカ留学中に交際女性へのDVを行ったことで逮捕状が出された。しかし、裁判所の出廷要請を無視し、1999年6月に日本に逃げ帰ったことで再逮捕決定が下されていた。この事件以前の1997年8月には同じ女性の顔に電話機を投げつけるなどで怪我させた罪(1998年5月29日に罰金650ドルと保護観察1年の有罪判決)でも逮捕されていた人物で、2度目の逮捕から2018年時点で20年間逃亡していたことが報道されている[134][135]。アメリカから日本へ逃亡してきた後に別の女性と結婚し、2019年に離婚するまで妻子持ちであり、野間の右腕的存在であった。元しばき隊メンバーの清義明によると加入前から菅野は「女性関係で悪評のある人物」と知られており、しばき隊加入後もエスカレートしていた。2012年7月25日反原連にも参加したがデモ参加から1週間で女性暴行事件を起こした人物であるが、野間は重用した。被害者女性は、嫌悪する菅野がしばき隊に入った後も初めは野間を信じていたが、「しばらくして野間さんと菅野氏のツーショット写真がツイッターにアップされているのを見て、一気に(野間へ)不信感を抱いた」と話している[20][136]。反原連参加時における女性に対する性的暴行事件では組織追放処分にはしない方針が決まっていたが、その決定判断直後に別の反差別運動「差別撤廃　東京大行進」のデモの制作費のカンパ着服(106万7601円のうち90 万470円)が発覚したことで、一転して追放となった。その際の2014年2月6日にカンパ着服の責任を取る形で「今後、反差別運動には一切関わらない」という旨の誓約を行った[137][136][138]。この後 、立憲民主党の石垣のりこ参議院議員(2019年7月29日 - 現職)の私設秘書となり、2018年12月から石垣と肉体関係を持つダブル不倫を開始した(菅野が妻と離婚したのは2019年10月26日)。石垣は議員出馬前から菅野のファンであり、都内開催の菅野の「サロン」にも仙台から東京まで通っており、出馬するか否かの相談も菅野にしている程の仲であった。菅野は石垣とのダブル不倫以外の他にも既婚女性らと性的関係を持つ三股しながら、自身の会社「株式会社コーポレーション」宛の領収書を貰うことで豪勢に不倫相手に振る舞っていた。菅野1人の会社である株式会社コーポレーションは令和4年から5年にかけて、立憲民主党政党本部から約9256万、石垣のりこの政治団体からの政治資金での約932万など「動画制作費(1件ごとに約500万円)」などの名目で多額の報酬を得ている[139][140][141][142]。石垣議員に別の女性との不倫がバレた際には、不倫女性へ「お前、石垣に俺と付き合ってるとバラしたやろ！ 事務所のみんな(石垣議員の選挙事務所労働者)も知っている」「俺の月500万の仕事が飛ぶんや！」と怒っている[139]。

### 共闘歴のある団体
- 自由と民主主義のための学生緊急行動  (SEALDs)[143]-活動停止
- 救援連絡センター 逮捕者の釈放支援を受ける[144]
- 日本共産党、社会民主党など左派政党
- のりこえねっと[1]など民族主義・反同化主義派の在日コリアン所属団体[6][7] - 前述のようにのりこえねっと公式ツイッターアカウントにて、しばき隊リンチ事件被害者に対するネットリンチ加担[107]。
- 左派LGBT活動(反GC)系の各団体や政党[145][7] [6]
- 反天皇制運動連絡会
- 新左翼（中核派・革マル派・革労協）

### 対立団体・「カウンター行動」実施対象
右派系全般、左派を含むジェンダークリティカル派全般
- 行動する保守運動
  - 在日特権を許さない市民の会（在特会）-活動停止
  - 日本第一党、維新政党・新風、日本国民党(維新政党・新風東京都本部)など右派系市民運動者・右派系政治団体。
- 自由民主党、日本維新の会ら改憲派の国政政党(右派国政政党)[6][7]
- NHKから国民を守る党
- ジェンダークリティカル系の女性団体・市民団体[7]